# Gesellschaft für Energiewissenschaft und Energiepolitik
Die Gesellschaft für Energiewissenschaft und Energiepolitik e.V. (GEE) ist ein gemeinnütziger Verein sowie die deutsche Sektion der International Association for Energy Economics.
Die GEE wurde 1981 inmitten kontroverser gesellschaftlicher Diskussionen zur Energiewirtschaft unter anderem zur zivilen Kernenergienutzung gegründet. Heute umfasst sie rund 250 Einzelmitglieder. In der GEE sind Fachleute aus Energiewirtschaft, Politik, Verbänden und Wissenschaft organisiert, um „ein politisch offenes, interdisziplinäres und den Meinungsaustausch förderndes Forum zur fachlichen Erörterung energiebezogener Themen“ zu finden.
Mit der GEE sollte damals insbesondere eine neutrale Plattform geschaffen werden, bei der das Thema der zivilen Kernenergienutzung kontrovers im Rahmen von Abendveranstaltungen, Seminaren und Konferenzen diskutiert werden konnte. Inzwischen ist das Themenspektrum auf den GEE-Veranstaltungen wesentlich breiter. Themen wie Liberalisierung der Energiemärkte, Marktversagen und Regulierung, Handel mit Strom und Erdgas, Emissionen und Emissionshandel, Preise von Energieträgern, Ausblicke für Investitionen in neue Technologien sowie die Energiewende sind heute häufig Gegenstand der regelmäßigen Treffen.
Die GEE lobt jährlich den GEE-Preis des Energieforums Berlin in den Kategorien Bachelor-/Masterarbeiten und Dissertationen aus. Ausgezeichnet werden dabei aktuelle akademische Arbeiten im Bereich energiewirtschaftlicher Fragestellungen. Neben wirtschaftswissenschaftlichen Konzepten können auch technische, rechtliche oder energiepolitische Ansätze behandelt werden. Inhaltlich sollen sich die Arbeiten mit praxisrelevanten Themen beschäftigen und einen Beitrag zu den klassischen energiewirtschaftlichen Fragestellungen liefern. So stellte beispielsweise Georg Erdmann die verschiedenen Probleme des Atomausstiegs in einem Interview dar. Er gehörte weiterhin der unabhängigen Expertenkommission zum Monitoring „Energie der Zukunft“ an.
Der aktuelle Vorstandsvorsitzende ist Aaron Praktiknjo (Stand Februar 2018). Ehemalige Vorstandsvorsitzende waren unter anderem Georg Erdmann (1999–2017), Wolfgang Pfaffenberger (1995–1999), Ulf Hansen (1982–?) und Lutz Hoffmann (1981).